# Buco Zau
Buco Zau (kikongo Mbuku-Nzau) és un municipi de la província de Cabinda. Té una extensió de 2.115 km² i 33.843 habitants segons el cens de 2014. Comprèn les comunes de Luali i Miconje. Limita al nord amb la República del Congo, a l'est amb el municipi de Belize, al sud amb la República Democràtica del Congo, i a l'oest amb el municipi de Cacongo. Assolí estatut de vila el 15 de març de 1957

## Etimologia
En ibinda buco significa "centre, lloc" i zau significa "elefant". Encara que la llarga guerra civil a Angola ha disminuït el nombre d'aquests animals, encara és possible albirar-los esporàdicament.